# Jacobya
Jacobya is een geslacht van kevers uit de familie bladkevers (Chrysomelidae).
De wetenschappelijke naam van het geslacht werd in 1901 gepubliceerd door Julius Weise.

## Soorten
- Jacobya cavicollis (Fairmaire, 1880)
- Jacobya notabilis Weise, 1902
- Jacobya ochracea Weise, 1901
- Jacobya pilosula Weise, 1902
- Jacobya viridis Weise, 1904